# Shanghái Port
El Shanghai Port Football Club (en chino, 上海海港; pinyin, Shànghǎi hǎigǎng), anteriormente llamado Shanghai SIPG, es un club de fútbol chino, ubicado en la ciudad de Shanghái. Fue fundado en diciembre de 2005 y juega en la Superliga China. Juega sus partidos de local en la Arena SAIC Motor Pudong, que tiene una capacidad para 37 000 asientos. Sus propietarios son el grupo chino Shanghai International Port Group (SIPG).
El club fue fundado el 25 de diciembre de 2005 como Shanghai Dongya F. C. (Dongya significa literalmente «Este de Asia» en chino) por el exentrenador de fútbol internacional chino Xu Genbao. El club utilizó graduados de Genbao Fútbol Base, una academia de fútbol también fundada por Xu para formar su primer equipo, ya que hizo su debut en el tercer nivel del sistema de ligas de fútbol de China en la temporada 2006. El club logró escalar en las divisiones nacionales hasta proclamarse subcampeón de la Superliga China 2015.

## Historia
El origen del Shanghai Port se remonta al año 2000, cuando el legendario entrenador chino Xu Genbao estableció la Academia de Fútbol Genbao en la isla de Chongming, cerca de Shanghái. Con una filosofía centrada en la formación de jóvenes talentos, Xu reunió a un grupo de promesas, entre ellos Wu Lei y Yan Junling, quienes más tarde se convertirían en pilares del equipo.
Las condiciones en los primeros años fueron extremadamente duras: los jugadores vivían en carpas, soportaban inviernos helados y veranos infestados de mosquitos. Sin embargo, esta etapa forjó el carácter del equipo.
En diciembre de 2005, se fundó oficialmente el Shanghái Dongya, con Xu Genbao como presidente. El equipo estaba compuesto casi en su totalidad por juveniles, con una edad promedio de 15-16 años.
El recién fundado Shanghái Dongya, debutó en la China League Two (tercera división) en 2006 con un equipo compuesto casi en su totalidad por jugadores formados en la base de Chongming. Con una edad promedio de 16 años, el equipo era el más joven del fútbol profesional chino. El francés Claude Lowitz dirigió al equipo en su primera temporada, pero no logró adaptarse al proyecto de cantera de Xu Genbao, siendo reemplazado al final de la campaña. Terminaron séptimos en el grupo sur, mostrando falta de experiencia pero dejando ver el talento de jóvenes como Wu Lei, Zhang Linpeng y Cao Yunding. La falta de físico y experiencia se notó en partidos contra rivales más veteranos, pero Xu Genbao mantuvo la fe en su filosofía de juego técnico y posesivo.
En 2007, con Xu Genbao como entrenador principal, el equipo dio un salto de calidad con un estilo de juego basado en toque rápido y movilidad, inspirado en el fútbol español. La llegada de Jiang Bingyao como asistente técnico ayudó a mejorar la estructura defensiva. Lograron el subcampeonato en la China League Two, asegurando el paso a la China League One (segunda división). El gobierno de Shanghai premió al club con 60.000 yuanes por su aporte al fútbol local.
Con el ascenso, el equipo se profesionalizó. En 2008, su primer año en la China League One, terminaron en 6º lugar. Sorprendieron al vencer al Changchun Yatai (campeón de la Superliga) en la Copa de China, demostrando su potencial. Dejaron el Jinshan Stadium por el Estadio de Shanghái, con mayor capacidad. En 2009 consiguieron el 4º puesto en liga, a solo un paso del ascenso. La selección de Shanghai, formada por jugadores del Dongya, ganó el oro en la categoría sub-20 de los Juegos Nacionales, consolidando la cantera. Wu Lei, con 12 goles, se consagró como la gran promesa del fútbol chino.
A pesar del buen fútbol, el club enfrentó problemas económicos en 2010. Llegaron los primeros refuerzos extranjeros como el croata Stipe Plazibat, pero no rindieron. Vendieron estrellas como Zhang Linpeng, Wang Jiayu y Jiang Zhipeng para equilibrar las finanzas. Jiang Bingyao regresó como técnico tras la salida de Fan Zhiyi. En 2011 continuaron las ventas: Cao Yunding y Gu Chao. Terminaron en 9º puesto en liga, con Wu Lei como máximo goleador local (12 goles). También ganaron la Copa Hong Kong-Shanghái.
La temporada 2012 fue histórica con el patrocinio clave de la empresa Tellace Group, que compró los derechos de nombre, ayudando económicamente. La campaña fue brillante con Wu Lei (17 goles) y Lü Wenjun liderando el ataque, logrando un récord de 18 victorias en 30 partidos. El 29 de septiembre, tras vencer 3-0 al Harbin Yiteng, aseguraron el primer puesto y el pasaporte a la Superliga. Además de la liga, volvieron a ganar la Copa Hong Kong-Shanghái.
Esta etapa sentó las bases del futuro éxito del club con una cantera que formó jugadores como Wu Lei, Yan Junling y Cai Huikang. La filosofía de juego ofensivo y apuesta por la juventud resultó inusual en el fútbol chino de entonces. En diciembre de 2012, el Shanghai International Port Group (SIPG) adquirió el club, marcando el inicio de una nueva era. Fueron años de sacrificio, donde un equipo de jóvenes demostró que, con paciencia y talento, se podía llegar a lo más alto. El Shanghái Dongya no solo ascendió, sino que se convirtió en el semillero del fútbol chino moderno.
El Shanghái Dongya debutó en la Superliga China en 2013 con un equipo joven y sin grandes refuerzos. Terminaron en 9º lugar, con Wu Lei destacándose como el mejor goleador local con 15 tantos y ganaron la Copa Hong Kong-Shanghái una vez más. Durante la temporada, el entrenador Gao Hongbo fue despedido tras malos resultados y reemplazado por Xi Zhikang.
En 2014 llegaron las primeras contrataciones importantes, como el sueco Tobias Hysén, que anotó 19 goles. El 30 de marzo lograron un hito histórico al vencer 3-0 al Beijing Guoan, liderando la liga por primera vez. Finalizaron en 5º lugar, quedándose a solo un punto de clasificar a la AFC Champions League.
La revolución llegó en noviembre de 2014, cuando el Shanghai International Port Group se decidió a adquirir la totalidad del club, inyectando millones y trayendo figuras mundiales. En 2015 ficharon a Darío Conca, Asamoah Gyan y el defensa coreano Kim Ju-young. Lograron el subcampeonato detrás del Guangzhou Evergrande, clasificando por primera vez a la AFC Champions League. Wu Lei volvió a ser el máximo goleador chino con 14 tantos.
El 2016 trajo consigo a estrellas como Hulk, que costó 55 millones de euros (récord en Asia), y Elkeson. Debutaron en la Champions asiática llegando hasta cuartos de final, donde fueron eliminados por el Jeonbuk Hyundai. Wu Lei alcanzó los 100 goles con el club, consolidándose como leyenda.
En 2017 llegó Oscar desde el Chelsea por 61 millones de euros, otro récord asiático. Alcanzaron las semifinales de la Champions League tras eliminar al Guangzhou Evergrande en una épica tanda de penaltis (5-4) y fueron subcampeones tanto en liga como en Copa, perdiendo la final copera contra el Shanghai Shenhua por la regla del gol de visitante.
El 2018 fue inolvidable: bajo el mando de Vítor Pereira se coronaron campeones de la Superliga, rompiendo el dominio del Guangzhou Evergrande, con Wu Lei como MVP y máximo goleador (27 tantos) antes de partir al Espanyol, estableciendo récords como el 8-0 al Dalian Yifang. En 2019 conquistaron la Supercopa de China (2-0 al Beijing Guoan), pero sin Wu Lei terminaron 3º en liga y cayeron en octavos de Champions. El 2020, marcado por el COVID, dejó resultados discretos: 4º en liga y eliminación temprana en Champions. En 2021 el club se renombró Shanghái Port, consiguiendo subcampeonatos en liga (2021) y Copa (2022), con el regreso de Wu Lei en 2022 tras su etapa europea. La gloria regresó en 2023 con el tercer título liguero (Wu Lei anotó 19 goles) y en 2024 lograron un histórico doblete: Superliga (96 goles, récord histórico) y su primera Copa de China, con Oscar y Matheus Jussa como nuevos referentes.

## Uniforme
- Uniforme titular: Camiseta roja, pantalón rojo, medias rojas.
- Uniforme alternativo: Camiseta blanca, pantalón blanco, medias blancas.

## Estadio
La Arena SAIC Motor Pudong es un estadio de fútbol situado en la ciudad de Shanghái, en China.
El estadio posee una capacidad para 37.000 espectadores, y es la sede del club que actualmente disputa la Superliga de China.

## Datos del club

### Palmarés
El palmarés de la Shanghái Port comprende a nivel nacional tres Ligas, una Copa, una Supercopa de China y un campeonato de Segunda División.
Nota: en negrita competiciones vigentes en la actualidad. Indicado el récord del torneo 
Títulos oficiales (5)
Torneos nacionales (5)
| Competición nacional | Competición nacional | Títulos          | Subcampeonatos        |
| -------------------- | -------------------- | ---------------- | --------------------- |
| Superliga de China   | 3                    | 2018,2023, 2024. | 2015, 2017, 2021. (3) |
| Copa FA de China     | 1                    | 2024.            | 2017, 2021. (2)       |
| Supercopa de China   | 1                    | 2019.            | 2024, 2025. (2)       |
| China League One     | 1                    | 2012.            |                       |
| China League Two     | 1                    | 2007.            |                       |

## Participación en competiciones de la AFC
| Temporada | Torneo               | Ronda            | Club                     | Casa    | Visita               |
| --------- | -------------------- | ---------------- | ------------------------ | ------- | -------------------- |
| 2016      | AFC Champions League | Play-off         | Muangthong United        | 3–0     | 3–0                  |
| 2016      | AFC Champions League | Fase de grupos   | Melbourne Victory        | 3–1     | 1–2                  |
| 2016      | AFC Champions League | Fase de grupos   | Suwon Samsung Bluewings  | 2–1     | 0–3                  |
| 2016      | AFC Champions League | Fase de grupos   | Gamba Osaka              | 2–1     | 2–0                  |
| 2016      | AFC Champions League | Octavos de final | FC Tokyo                 | 1–0 (a) | 1–2                  |
| 2016      | AFC Champions League | Cuartos de final | Jeonbuk Hyundai Motors   | 0–0     | 0–5                  |
| 2017      | AFC Champions League | Play-off         | Sukhothai                | 3–0     | 3–0                  |
| 2017      | AFC Champions League | Fase de grupos   | FC Seoul                 | 4–2     | 1–0                  |
| 2017      | AFC Champions League | Fase de grupos   | Western Sydney Wanderers | 5–1     | 2–3                  |
| 2017      | AFC Champions League | Fase de grupos   | Urawa Red Diamonds       | 3–2     | 0–1                  |
| 2017      | AFC Champions League | Octavos de final | Jiangsu Suning           | 2–1     | 3–2                  |
| 2017      | AFC Champions League | Cuartos de final | Guangzhou Evergrande     | 4–0     | 1–5 (a.e.t.) (5–4 p) |
| 2017      | AFC Champions League | Semifinales      | Urawa Red Diamonds       | 1–1     | 0–1                  |
| 2018      | AFC Champions League | Play-off         | Chiangrai United         | 1–0     | 1–0                  |
| 2018      | AFC Champions League | Fase de grupos   | Melbourne Victory        | 4–1     | 1–2                  |
| 2018      | AFC Champions League | Fase de grupos   | Kawasaki Frontale        | 1–1     | 1–0                  |
| 2018      | AFC Champions League | Fase de grupos   | Ulsan Hyundai            | 2–2     | 1–0                  |
| 2018      | AFC Champions League | Octavos de final | Kashima Antlers          | 2–1     | 1–3                  |
| 2019      | AFC Champions League | Fase de grupos   | Kawasaki Frontale        | 1–0     | 2–2                  |
| 2019      | AFC Champions League | Fase de grupos   | Ulsan Hyundai            | 5–0     | 0–1                  |
| 2019      | AFC Champions League | Fase de grupos   | Sydney FC                | 2–2     | 3–3                  |
| 2019      | AFC Champions League | Octavos de final | Jeonbuk Hyundai Motors   | 1–1     | 1–1 (a.e.t.) (5–3 p) |
| 2019      | AFC Champions League | Cuartos de final | Urawa Red Diamonds       | 2–2     | 1–1 (a)              |
| 2020      | AFC Champions League | Play-off         | Buriram United           | 3–0     | 3–0                  |
| 2020      | AFC Champions League | Fase de grupos   | Sydney FC                | 0–4     | 2–1                  |
| 2020      | AFC Champions League | Fase de grupos   | Jeonbuk Hyundai Motors   | 0–2     | 2–1                  |
| 2020      | AFC Champions League | Fase de grupos   | Yokohama F. Marinos      | 0–1     | 2–1                  |
| 2020      | AFC Champions League | Octavos de final | Vissel Kobe              | 0–2     | 0–2                  |
| 2021      | AFC Champions League | Play-off         | Kaya–Iloilo              | 0–1     | 0–1                  |
| 2023–24   | AFC Champions League | Play-off         | BG Pathum United         | 2–3     | 2–3                  |

## Entrenadores
- Claude Lowitz (2006)
- Jiang Bingyao (2007–2009)
- Fan Zhiyi (2010)
- Jiang Bingyao (2011-2012)
- Gao Hongbo (Feb 2013–Nov 2013)
- Xi Zhikang (Dic 2013–Nov 2014)
- Sven-Göran Eriksson (Nov 2014–Nov 2016)
- André Villas-Boas (Nov 2016–Nov 2017)
- Vítor Pereira (Dic 2017–Dic 2020)
- Ivan Leko (Ene 2021–Dic 2022)
- Xi Zhikang (Dic 2022–Feb 2023)
- Javier Pereira (Mar 2023–Dic2023)
- Kevin Muscat (Dic 2023–presente)

- Fuente:[9][10]